# Sina Frei
Sina Frei (ur. 18 lipca 1997 w Männedorfie) – szwajcarska kolarka górska, szosowa i przełajowa, srebrna medalistka olimpijska i pięciokrotna medalistka mistrzostw świata.

## Kariera
Pierwszy sukces w karierze osiągnęła w 2013 roku, kiedy zdobyła złoty medal w kategorii debiutantów na przełajowych mistrzostwach Szwajcarii. Na rozgrywanych rok później mistrzostwach świata w Lillehammer zajęła trzecie miejsce wśród juniorek, ten sam wynik osiągnęła na mistrzostwach Europy w St. Wendel. W 12015 roku została mistrzynią kraju juniorek w szosowym wyścigu ze startu wspólnego, mistrzynią kraju w kolarstwie przełajowym i mistrzynią kraju Europy juniorek. W latach 2016–2018 zdobywała mistrzostwo Europy w kolarstwie górskim w kategorii U-23. Podczas mistrzostw świata MTB w Val di Sole w 2017 roku zdobyła złoty medal w sztafecie. W tej samej konkurencji zdobywała też złote medale na mistrzostwach świata MTB w Lenzerheide (2018) i mistrzostwach świata MTB w Mt-Sainte-Anne (2019) oraz brązowy na mistrzostwach świata MTB w Leogang (2020). W międzyczasie wywalczyła też złoty medal w short tracku podczas mistrzostw świata MTB w Val di Sole w 2021 roku.
Na igrzyskach olimpijskich w Tokio wywalczyła srebrny medal w cross-country, rozdzielając na podium dwie rodaczki: Jolandę Neff i Lindę Indergand.